# Bavaria Yachtbau

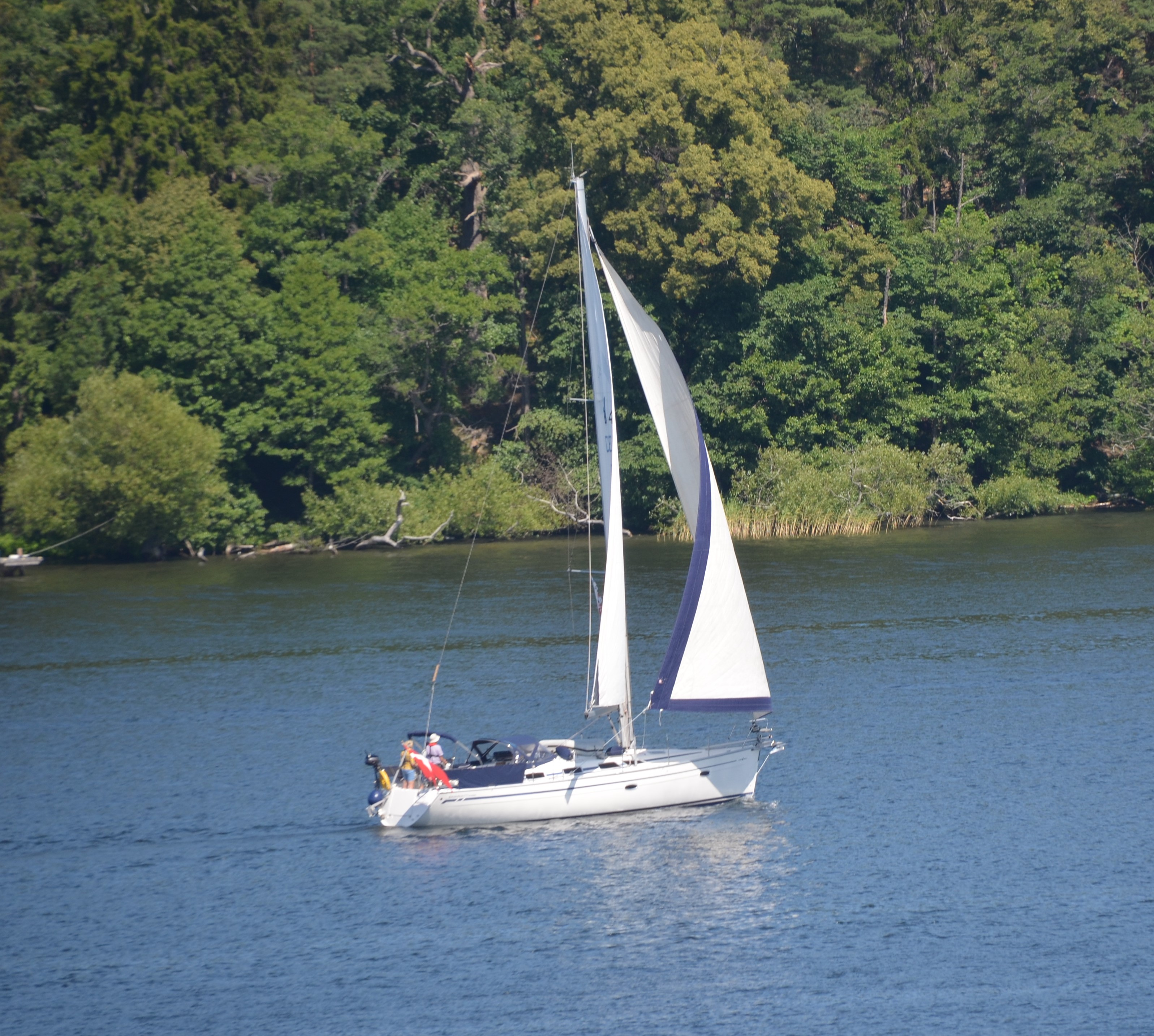
Bavaria 40 på Mälaren

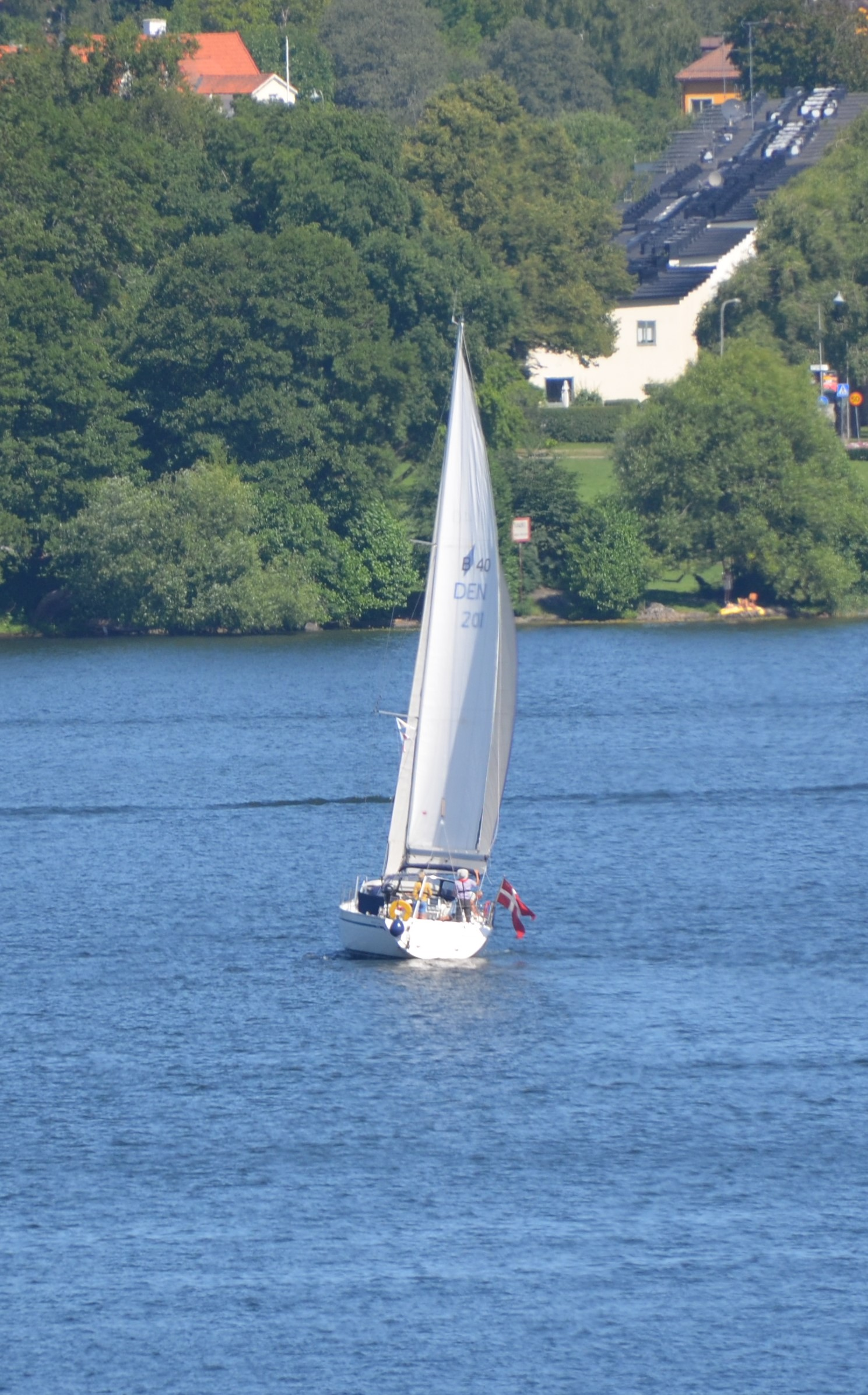
Bavaria 40 på Mälaren

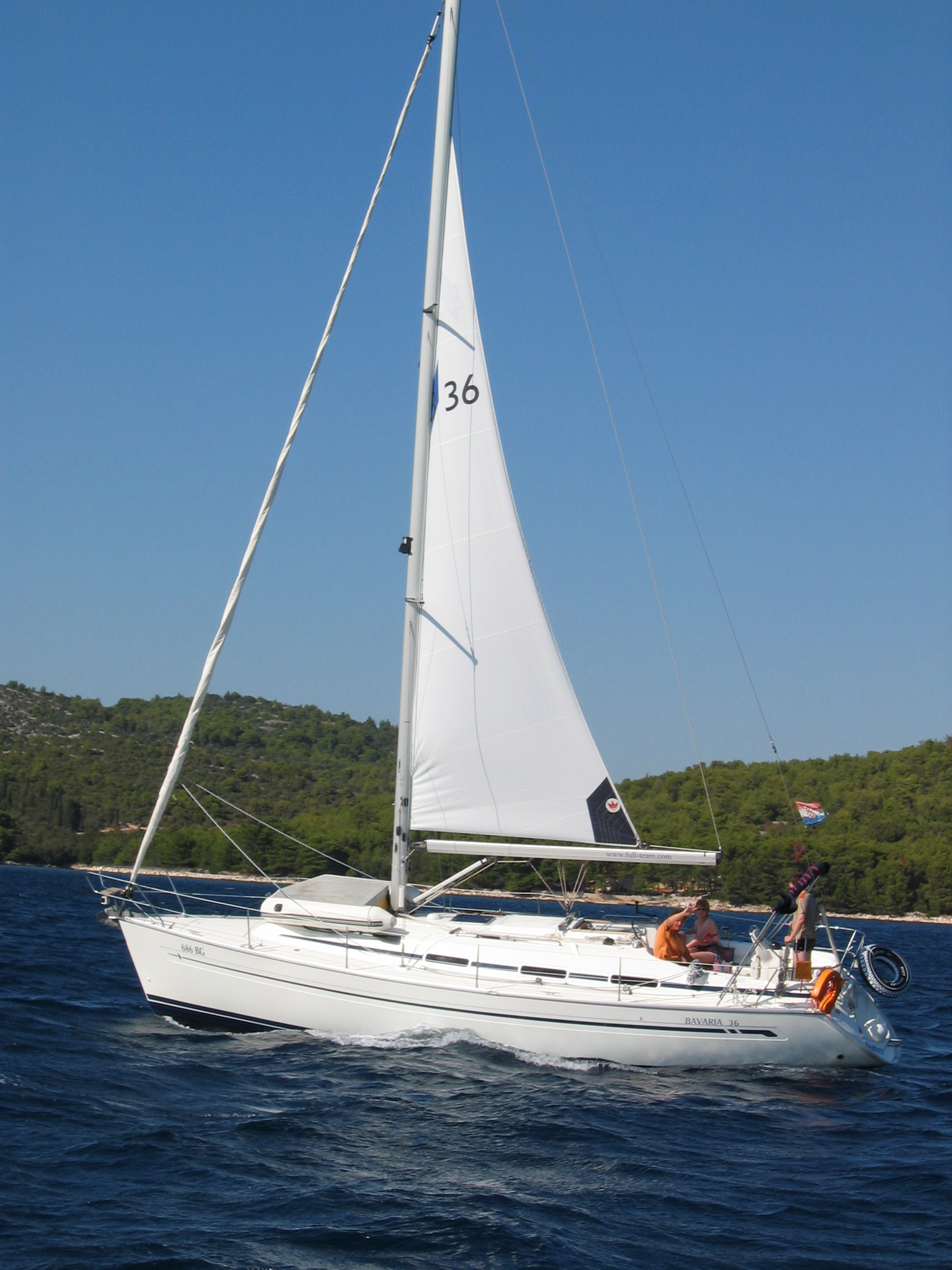
Bavaria 36 Segelyacht

Bavaria Yachtbau är en tysk segel- och motorbåtstillverkare med säte i Giebelstadt, Tyskland. Bavaria är känt för sin storskaliga serietillverkning, som avvek från dåtidens[när?] ineffektiva hantverkstraditioner.

## Modeller
- Bavaria Cruiser - Segelbåtar för cruising[1]
  - Bavaria Cruiser 32 (Ny modell för 2010)
  - Bavaria 34 Cruiser
  - Bavaria 35 Cruiser
  - Bavaria 38 Cruiser
  - Bavaria 40 Cruiser
  - Bavaria 43 Cruiser
  - Bavaria 47 Cruiser
  - Bavaria 45 Cruiser
  - Bavaria 51 Cruiser
  - Bavaria 55 Cruiser

- Bavaria Vision - Segelbåtar för kappsegling[2]
  - Bavaria Vision 40
  - Bavaria Vision 44
  - Bavaria Vision 50

- Bavaria Sport - Motorbåtar[3]
  - Bavaria Sport 28
  - Bavaria Sport 30 Sport/HT
  - Bavaria Sport 33 Sport/HT
  - Bavaria Sport 37 Sport/HT
  - Bavaria Sport 37 Highline Sport/HT
  - Bavaria Sport 42 Sport/HT

- Deep Blue - Motorbåt[4]
  - Bavaria Deep Blue 46 Open
  - Bavaria Deep Blue 46 Sporttop